# Серединская волость
Серединская волость — волость в составе Волоколамского уезда Московской губернии. Существовала до 1929 года. Центром волости было село Середа.
Под данным 1890 года в селе Середа размещались волостное правление, квартиры станового пристава и полицейского урядника, училище, земская больница и почтовая станция. В сёлах Черленково и Левкиево действовали церковно-приходские училища.
По данным 1921 года в Серединский волости было 23 сельсовета: Агрызковский, Артемковский, Архангельский, Брюхановский, Ваютинский, Дубронивский, Дуниловский, Житонинский, Задневский, Косиловский, Косовский, Кстиловский, Костинский, Меркловский, Никольский, Подсухинский, Панюковский, Романцевский, Серединский, Симанковский, Фалилеевский, Холмецкий, Якшинский.
В 1924 году были образованы Куркинский (выделен из Дубронивского) и Максимовский (выделен из Житонинского) с/с; упразднён Симанковский с/с; Брюхановский с/с был переименован в Кривосельский.
24 марта 1924 года к Серединскому с/с была присоединена большая часть Канаевской волости.
В 1925 году путём выделения из Ваютинского с/с был образован Черленковский с/с. Тогда же были переименованы Куркинский с/с в Раменский, Максимовский — в Фоминский, Задневский — в Куколовский, Кривосельский — в Брюхановский, Косовский — в Пахомовский, Романцевский — в Филенинский, Фалилеевский — в Михалевский. Были образованы Новский, Крутовский, Дорский, Журавлихинский, Канаевский, Псовогорский, Репотино-Горский, Симанковский, Больше-Сытьковский с/с.
В 1926 году Агрызковский с/с был переименован в Иванковский, Псовогорский — в Псовский, Репотин-Горский — в Репотинский, Раменский — в Куркинский, Филенинский — в Романцевский. Тогда же были упразднены Якшинский (включён в Брюхановский), Черленковский (включён в Ваютинский), Крутовский (включён в Косиловский) и Новский (включён в Кстиловский) с/с.
В 1927 году были образованы Якшинский и Б. Крутовский с/с. В 1929 Канаевский и Репотинский с/с были объединены в Канаевско-Репотинский с/с.
В ходе реформы административно-территориального деления СССР в 1929 году Серединская волость была упразднена, а её территория вошла в состав Шаховского района.